# Harbergska gården

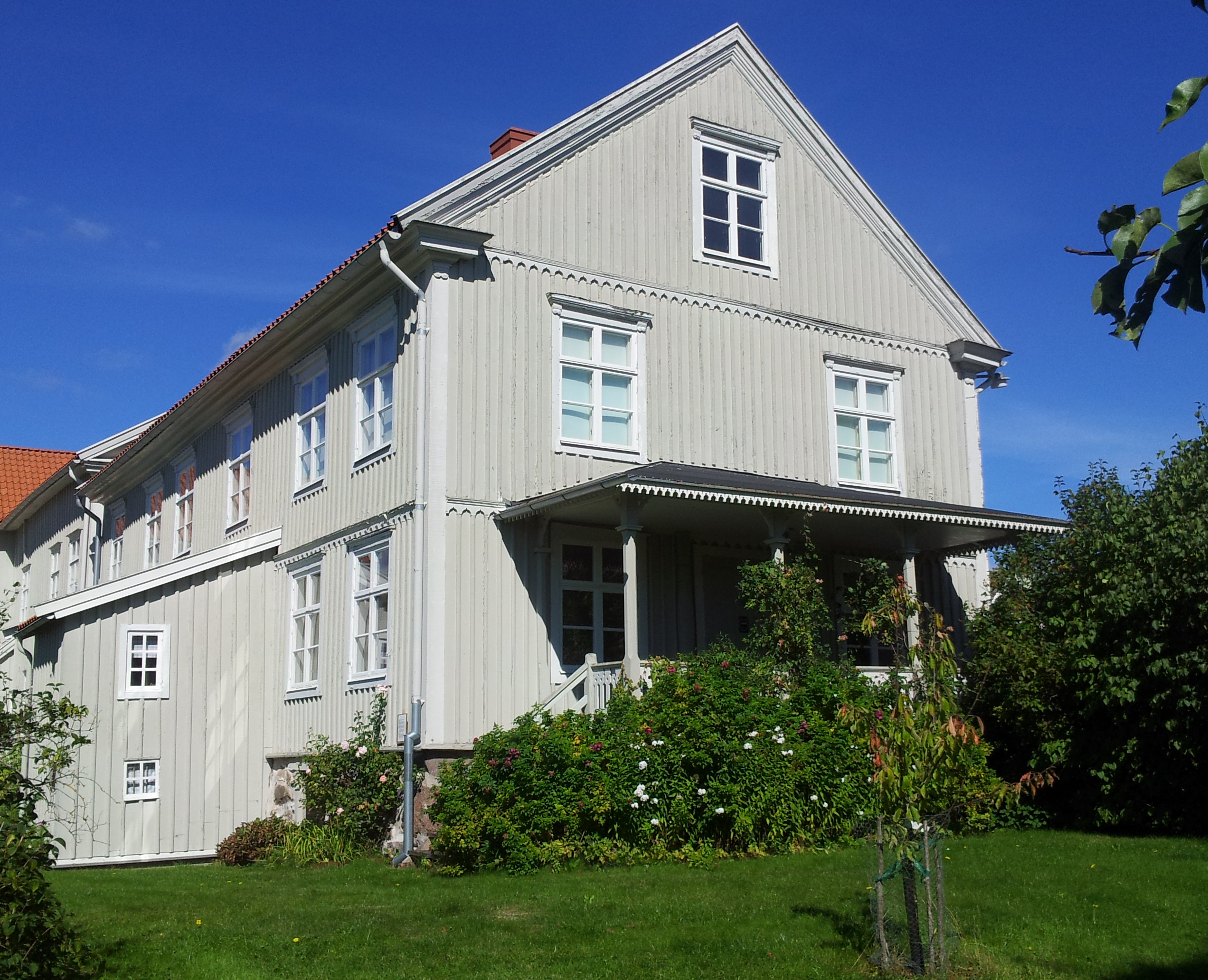
Harbergska gården

Harbergska gården är ett byggnadsminne som ligger i Pataholm, Mönsterås kommun. Det är en köpmansgård som troligen är uppförd på 1840-talet. Den har ägts av färgaren Sven Christian Harberg. Gården är timrad i två våningar under tegeltak och har locklistpanel. I bottenvåningen finns inredning från 1880-talet, då huset användes för bad- och brunnsverksamhet.